# Campeonato Mundial de Voleibol Femenino de 1982
El IX Campeonato Mundial de Voleibol Femenino se celebró en el Nuevo Teatro Coliseo Amauta de Lima (Perú) y en otros escenarios de provincias tales como el Coliseo Gran Chimú de Trujillo y el Coliseo Cerrado de Chiclayo entre el 12 y el 25 de septiembre de 1982 bajo la organización de la Federación Internacional de Voleibol (FIVB) y la Federación Peruana de Voleibol y se transmitió por satélite a todo el mundo por Panamericana Televisión.

## Participantes
Grupo A
- Perú
- Canadá
- Indonesia
- Nigeria

Grupo B
- Argentina
- Cuba
- Hungría
- Países Bajos

Grupo C
- Bulgaria
- Japón
- México
- España

Grupo D
- Australia
- Chile
- Perú1
- Unión Soviética

Grupo E
- Brasil
- Alemania Occidental
- Paraguay
- Corea del Sur

Grupo F
- China
- Italia
- Puerto Rico
- Estados Unidos

1 En el grupo D, la selección juvenil de Perú participó como invitada a la competición, por retiro de la selección de Alemania Oriental

## Resultados

### Tercer lugar
- 25 de septiembre de 1982,  Estados Unidos 3-1 (15-5, 15-8, 15-6)  Japón

### Final
- 25 de septiembre de 1982,  China 3-0 (15-1, 15-5, 15-11)  Perú

## Ronda final
|  | Semifinales    | Semifinales |   |       | Final          | Final |  |
|  |                |             |   |       |                |       |  |
|  |                |             |   |       |                |       |  |
|  |                |             |   |       |                |       |  |
|  | China          | 3           |   |       |                |       |  |
|  | Japón          | 0           |   |       |                |       |  |
|  |                |             |   |       |                |       |  |
|  |                |             |   |       |                |       |  |
|  |                |             |   |       | China          | 3     |  |
|  |                | Perú        | 0 |       |                |       |  |
|  |                |             |   |       |                |       |  |
|  |                |             |   |       |                |       |  |
|  |                |             |   |       | Tercer puesto  |       |  |
|  |                |             |   |       |                |       |  |
|  | Perú           | 3           |   | Japón | 1              |       |  |
|  | Estados Unidos | 0           |   |       | Estados Unidos | 3     |  |